# Đại học Mannheim
Đại học thực hành Mannheim, trước 2006 là Đại học Thực hành Mannheim – Đại học Kỹ thuật và Thiết kế (Fachhochschule Mannheim – Hochschule für Technik und Gestaltung), là một trường đại học thực hành Đức tại Mannheim.

## Lịch sử
Trường đại học được thành lập vào năm 1898 như là trường kỹ sư tư nhân có sự tài trợ của thành phố với các bộ môn chế tạo máy và kỹ thuật điện. Năm 1939 trường thuộc về thành phố hoàn toàn và được đổi tên là Trường Kỹ sư Thành phố Mannheim (Städtische Ingenieurschule Mannheim). Năm 1962 trường được bang Baden-Württemberg đảm nhận và đổi tên thành Trường Kỹ sư Quốc gia Mannheim (Staatliche Ingenieurschule Mannheim). Trong những năm sau đó các bộ môn đào tạo được mở rộng thêm nhiều, ngoài những bộ môn khác ra là kỹ thuật hóa, tin học và kỹ thuật phương pháp (Verfahrenstechnik). Năm 1971 trường kỹ sư được nhận thể chế là trường đại học và được đổi tên thành Đại học Thực hành Kỹ thuật Mannheim (Fachhochschule für Technik Mannheim). Năm 1986, trong khuôn khổ thử nghiệm mô hình liên bang, trường là một trong những trường đại học thực hành đầu tiên được nhận bộ môn đào tạo công nghệ sinh học.
Năm 1995 Đại học Thực hành Thiết kế (Fachhochschule für Gestaltung), cho đến thời điểm đó là trường của thành phố, được sáp nhập vào Đại học Thực hành Kỹ thuật.
Năm 2006 Đại học Xã hội học Mannheim (Fachhochschule für Sozialwesen Mannheim) được sáp nhập thêm vào. Tên của trường từ năm 2005 đơn giản chỉ là Đại học Mannheim (Hochschule Mannheim).

## Môn học (2005)
- Công nghệ sinh học
  - Công nghệ sinh học (Diplom cao học, tiếng Đức: Diplom)
  - Hóa công nghệ sinh học (Diplom)
  - Công nghệ sinh học (cử nhân, tiếng Anh: bachelor)
  - Công nghệ sinh học (thạc sĩ, tiếng Anh: master)
- Công nghệ thông tin và Kỹ thuật điện
  - Kỹ thuật tự động hóa (Diplom)
  - Công nghệ thông tin/Điện tử (Diplom)
  - Tin học kỹ thuật (Diplom)
  - Công nghệ tự động hóa (Bachelor)
  - Kỹ thuật điện (Bachelor)
  - Nghiên cứu dịch thuật cho công nghệ thông tin (Translation Studies for Information Technologies) (Bachelor) (hợp tác với trường Đại học Tổng hợp Heidelberg)
  - Hệ thống tự động hóa và hệ thống năng lượng (Master)
  - Công nghệ thông tin (Master)
  - Kỹ thuật điện và công nghệ thông tin dành cho giáo viên trường dạy nghề (Bachelor, Master) (hợp tác với trường Đại học Sư phạm Heidelberg)
- Thiết kế
  - Thiết kế thông tin (Bachelor)
  - Thiết kế thông tin (Master)
- Tin học
  - Tin học (Diplom)
  - Tin học (Bachelor)
  - Tin học (Master)
- Chế tạo máy
  - Chế tạo máy (Diplom)
  - Kỹ thuật gia công (Fertigungstechnik) (Diplom)
  - Chế tạo máy (Diplom, đào tạo song quốc gia Đức-Pháp)
  - Chế tạo máy (Bachelor)
  - Chế tạo máy (Master)
- Kỹ thuật phương pháp và Kỹ thuật hóa
  - Kỹ thuật phương pháp (Verfahrenstechnik, tiếng Anh: process engineering) (Diplom)
  - Kỹ thuật hóa (Diplom)
  - Kỹ sư hóa (Diplom, đào tạo song quốc gia Đức-Pháp)
  - Kỹ sư hóa (Bachelor)
  - Kỹ sư hóa (Master) (hợp tác với trường Đại học Tổng hợp Mannheim)
  - Kỹ sư hóa (Master, đào tạo song quốc gia Đức-Pháp)
- Kỹ sư kinh tế
  - Kỹ sư kinh tế (Diplom)
  - Kỹ sư kinh tế (Master)

## Vài số liệu (2005)
- Giáo sư: 138
- Giảng viên ngoại ngữ: 7
- Giảng viên cộng tác: 78
- Sinh viên: khoảng 3750

## Quan hệ quốc tế
- Chương trình trao đổi với Đại học Tổng hợp Maryland, Mỹ
- Nhiều ngành học Đức-Pháp chung với Institut National Polytechnique de Lorraine tại Nancy
- Hợp tác với hơn 50 trường đại học tại 30 nước trên toàn thế giới

## Trọng tâm nghiên cứu
- Công nghệ sinh học định hướng y học
- Kỹ thuật thiết bị y học
- Kỹ thuật phương pháp và kỹ thuật môi trường
- Tribologie (tiếng Anh: tribology - bộ môn nghiên cứu về ma sát, hao mòn và bôi trơn)